# Cordia sinensis
Cordia sinensis es un árbol  de la familia de las boragináceas.

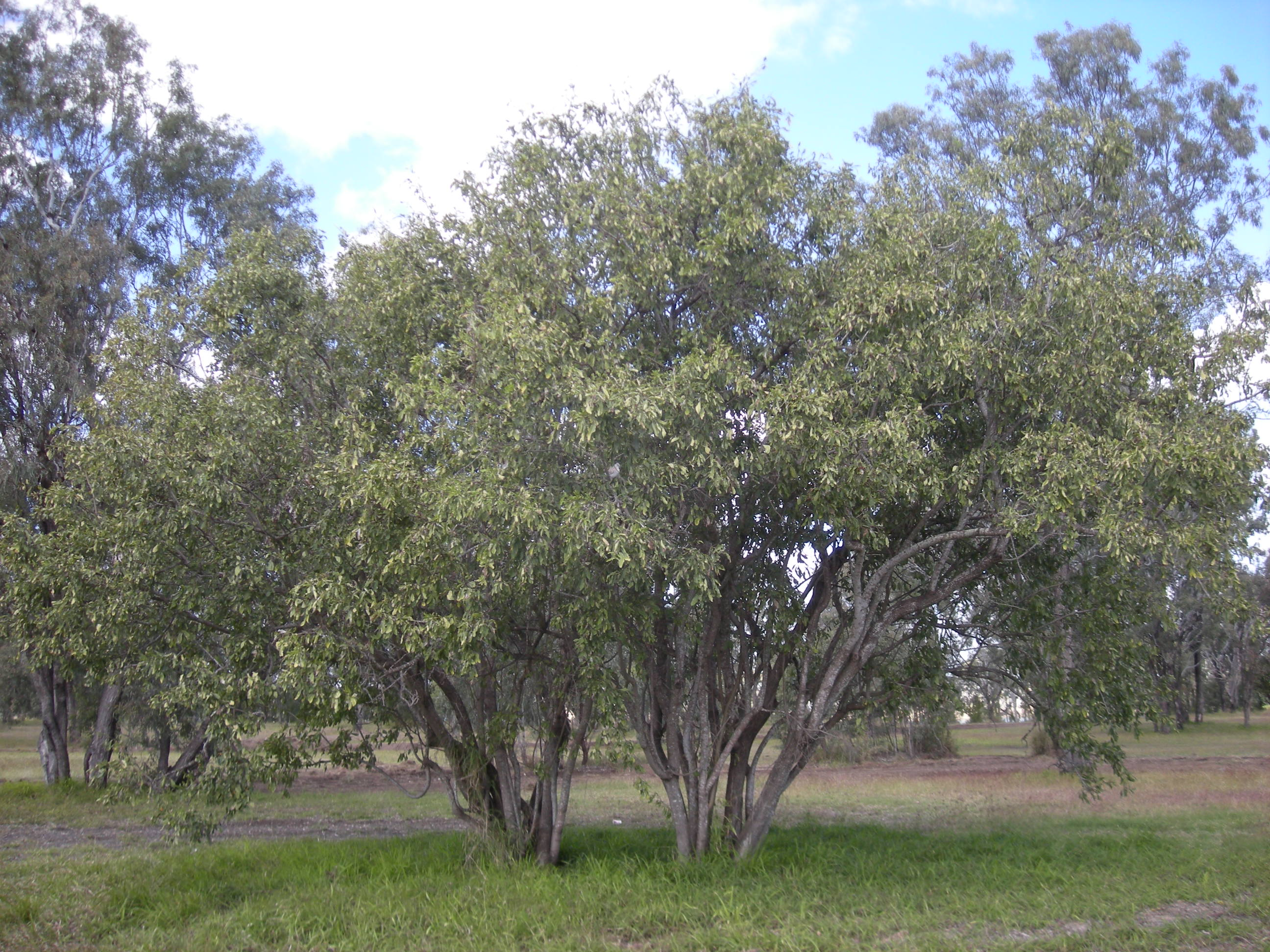
Vista del árbol

## Descripción
Arbusto o árbol de hasta 5 (8) m de altura, erguido, ramoso. Tronco con corteza de color pardo o marrón, muy agrietada en los ejemplares más viejos. Ramillas más jóvenes verdosas. Hojas, generalmente opuestas o subopuestas, raramente alternas, oblongas u oblongo-lanceoladas, con el margen entero, pubescentes por el haz y escariosas por el envés. Inflorescencia en cima terminal o axilar, sobre largo pedúnculo (5-22 mm). Flores con pedicelo de 3-4 mm. Cáliz campanular de 4-5 mm, con 5 dientes obtusos. Corola blanca, tubular-campaniforme, con tubo un poco más corto que el cáliz, terminada en 4-5 lóbulos lineares, largos y flexuosos. El fruto es una especie de baya ovoide de color rojo. Florece en el Sahara, generalmente tras las lluvias, fructificando unos 2 meses después.

## Hábitat
Lechos de cursos de agua permanentes o temporales en zonas más o menos secas.

## Distribución
Tropical en África y Asia. En el norte de África vive en el Sahara meridional, llegando por el norte hasta los alrededores de Tamanrasset (Macizo de Ahaggar - Sahara central).

## Usos
Los frutos son comestibles y se comen en una variedad de preparaciones. La goma del árbol también es comestible. 
En Turkana, la fruta a menudo se come fresca o se recolecta en grandes cantidades, se seca y se almacena. Después del almacenamiento se rehidrata para el consumo. La fruta también se usa para jugo o para hacer cerveza, a veces mezclada con tamarindo antes de la fermentación.
En los departamentos de Tanout y Gouré de Níger, la jugosa pulpa de las frutas se cuece en un jarabe espeso llamado localmente kango, que sirve como edulcorante para papillas y se puede conservar durante mucho tiempo.
La madera se utiliza como leña y para fabricar muebles y herramientas. Las hojas son una importante fuente de forraje para los animales. 
Tanto las raíces como la corteza se utilizan para tratar una variedad de trastornos tanto en humanos como en ganado, como la malaria, los trastornos intestinales y la conjuntivitis.

## Taxonomía
Cordia sinensis fue descrita por  Jean-Baptiste Lamarck  y publicado en Tableau Encyclopédique et Methodique ... Botanique 1: 423. 1792.
Etimología
Cordia: nombre genérico otorgado en honor del botánico alemán Valerius Cordus (1515-1544).
sinensis: epíteto geográfico que alude a su localización en China.
Sinonimia
- Cordia angustifolia Roxb.
- Cordia cuneata B.Heyne ex A.DC.
- Cordia gharaf Ehrenb. ex Asch.
- Cordia gharaf var. quercifolia (Klotzsch) Fiori
- Cordia quercifolia Klotzsch
- Cordia reticulata Roth
- Cordia rothii Roem. & Schult.
- Cordia subopposita A.DC.
- Cornus gharaf Forssk.
- Gerascanthus gharaf (Ehrenb. ex Asch.) Borhidi
- Gerascanthus nevillii (Alston) Borhidi
- Gerascanthus sinensis (Lam.) Borhidi
- Lithocardium reticulatum Kuntze
- Lithocardium rothii Kuntze
- Quarena sinensis Raf.[4]